# Constantino de Hesse-Rotenburg
Constantino de Hessen-Rotenburg (Rotenburg, 24 de mayo de 1716-Castillo Wildeck, 30 de diciembre de 1778), fue landgrave de Hesse-Rotenburg desde 1749 hasta su muerte.

## Vida
Constantino era el hijo del landgrave Ernesto II Leopoldo de Hesse-Rotenburg y su esposa Leonor de Löwenstein-Wertheim.

### Matrimonios e hijos
Constantino se casó en 1745 con la condesa María Sofía Teresa Eduvigis Eva de Starhemberg, viuda de Guillermo Jacinto de Nassau-Siegen. Cuando ella murió en 1773, él se volvió a casar en 1775 con la condesa francesa Juana Enriqueta de Bombelles (1751-1822). 
Tuvo once hijos de su primer matrimonio, incluyendo:
- Carlos Manuel (1746-1812), su sucesor.
- Carlos Constantino, un defensor de la Revolución Francesa, más conocido como Citoyen Hesse ("Ciudadano Hesse").
- Eduvigis (1748-1801), se casó con Jacobo Leopoldo de La Tour d'Auvergne, duque de Bouillon.

Bajo Constantino, Hesse-Wanfried volvió en 1755 a Hesse-Rotenburg después de la muerte de Cristián de Hesse-Wanfried-Rheinfels. Hesse-Rotenburg, que había sido dividido en 1648, fue entonces de nuevo reunido y siguió así hasta el Tratado de Lunéville en 1801.
Se convirtió en caballero de la Orden del Toisón de Oro en 1759.